# Пилявин, Артур Вячеславович
Арту́р Вячесла́вович Пиля́вин (9 февраля 1961, Иркутск — 11 июля 2002, Москва) — советский и российский музыкант (клавишник), композитор, аранжировщик и продюсер, автор песен.
Наиболее известен как лидер и автор большинства композиций группы «Квартал».

## Биография
Родился 9 февраля 1961 года в Иркутске в музыкальной семье (оба вокалисты: отец — тенор, мать — меццо-сопрано). В 1964 году переехал с родителями в город Братск Иркутской области.
Учился в школе № 35 города Братска. Музыкой начал заниматься с раннего детства по собственному желанию. Его профессиональный путь в музыке начался с класса по фортепиано в Братской музыкальной школе.
В 1981 (или в 1982) году уехал в Иркутск, где учился в музыкальном училище и на музыкальном отделении пединститута. Впоследствии обучался в Восточно-Сибирском государственном институте культуры в Улан-Удэ.
В 1986 году, будучи студентом дирижёрско-хорового отделения Московского государственного университета культуры, примкнул к самодеятельному коллективу, репетировавшему в концертном зале Олимпийской деревни (группа техников сцены в Олимпийской деревне: Виталий Копиев, Андрей Трифонов, Игорь Емельяненко). По предложению жены Пилявина, Инны, группы получила название «Квартал». 29 апреля 1987 года в ДК им. Горбунова «Квартал» дал свой первый публичный концерт совместно с группой «Бригада С». В 1987 году был записан первый магнитоальбом «Не забывай меня».
В дальнейшем собрал команду музыкантов, написал и аранжировал почти все песни «Квартала». «Внешне место Артура Пилявина в группе было не самым заметным: сам он не пел, на концертах скромно стоял за клавишами, а первый план был отдан двум солисткам, Татьяне Литвиненко и чернокожей красавице Софи О`Кран».
Много экспериментировал в музыке, работал с музыкантами различных направлений. Ему были интересны все проявления музыки — от ритмологии Заира и якутского горлового пения до трип-хопа и эйсид-джаза. На радио «Серебряный дождь» по воскресеньям выходила его авторская программа об этнической музыке — «Москва-Река-Этно». В 2000 году осуществил совместный проект с Андреем Макаревичем «Время напрокат».
В 1998 году Пилявин организовал творческо-продюсерский центр «Минкульт» (Молодая ИНдустриальная КУЛЬТура), целью которого стала поддержка молодых талантливых коллективов и исполнителей. Среди его подопечных были этнические группы «Семён Магнит», «Намгар», рок-группа «Ульи», женская панк-группа «Восьмая Марта», танцевальный проект «Матрица», певица Вилли Винки и другие. Большинство этих проектов прекратили существование после смерти Пилявина.
В свободное от работы время занимался сочинительством сказок для детей и для взрослых («Сказка о Князе Наташе» (1996 г.), «Сказка для грудничков» (1998 г.) и др.).
11 июля 2002 года погиб в автокатастрофе на Саввинской набережной Москвы по дороге на студию. На скользкой дороге он не справился с управлением своего BMW и врезался в ограждение вентиляционной шахты. Похоронен 14 июля на кладбище «Горки-10» на Рублёво-Успенском шоссе, рядом с матерью.
После смерти лидера и композитора коллектива группа «Квартал» изредка выступала на клубных площадках или на летних фестивалях. Андрей Макаревич на смерть Артура Пилявина написал песню «Было не с нами», которая вышла в альбоме Андрея Макаревича и Оркестра креольского танго «Было не с нами — лучшие песни».